# Liste des services de pompiers au Royaume-Uni
Les sapeurs-pompiers au Royaume-Uni sont organisés sur une base territoriale. Chaque brigade de sapeurs-pompiers est administré par  une autorité de secours et de feu, composée de membres nommés par les autorités locales.

## Organisation
En Angleterre les brigades sont organisées sur la base du comté, chaque comté depuis 1974 a sa propre brigade. En Écosse et au Pays de Galles, elles sont sur une base régionale, avec huit et trois brigades respectivement. L'Irlande du Nord a une unique brigade : Les sapeur pompiers de l'Irlande du nord.     
En Irlande du Nord, les membres de l'autorité du feu sont nommés par des ministres.
Il est actuellement projeté de regrouper les sapeurs-pompiers existants en Grande Bretagne par régions, créant un centre de commandement principal et unique pour chaque région.
Afin de refléter l'importance croissante des rôles autres que la protection contre le feu, beaucoup de brigades ont changé leur nom en "service du feu et de secours".

### Angleterre
| Avon Fire Brigade                                |
| Bedfordshire and Luton Fire and Rescue Service   |
| Royal Berkshire Fire and Rescue Service          |
| Buckinghamshire Fire and Rescue Service          |
| Cambridgeshire Fire and Rescue Service           |
| Cheshire Fire Brigade                            |
| Cleveland Fire Brigade                           |
| Cornwall County Fire Brigade                     |
| County Durham & Darlington Fire & Rescue Brigade |
| Cumbria Fire Service                             |
| Derbyshire Fire & Rescue Service                 |
| Devon Fire & Rescue Service                      |
| Dorset Fire & Rescue Service                     |
| East Sussex Fire & Rescue Service                |
| Essex County Fire & Rescue Service               |
| Gloucestershire Fire & Rescue Service            |
| Greater Manchester Fire and Rescue Service       |
| Hampshire Fire & Rescue Service                  |
| Hereford and Worcester Fire & Rescue Service     |
| Hertfordshire Fire & Rescue Service              |
| Humberside Fire Brigade                          |
| Isle of Wight Fire & Rescue Service              |
| Kent Fire Brigade                                |
| Lancashire Fire & Rescue Service                 |
| Leicestershire Fire & Rescue Service             |
| Lincolnshire Fire & Rescue Service               |
| London Fire Brigade                              |
| Merseyside Fire Service                          |
| Norfolk Fire Service                             |
| Northamptonshire Fire & Rescue Service           |
| Northumberland Fire & Rescue Service             |
| North Yorkshire Fire & Rescue Service            |
| Nottinghamshire Fire & Rescue Service            |
| Oxfordshire Fire & Rescue Service                |
| Shropshire Fire & Rescue Service                 |
| Somerset Fire & Rescue Service                   |
| South Yorkshire Fire and Rescue Service          |
| Staffordshire Fire & Rescue Service              |
| Suffolk Fire Service                             |
| Surrey Fire and Rescue Service                   |
| Tyne and Wear Metropolitan Fire Brigade          |
| Warwickshire Fire & Rescue Service               |
| West Midlands Fire Service                       |
| West Sussex Fire Brigade                         |
| West Yorkshire Fire Service                      |
| Wiltshire Fire & Rescue Service                  |

### Pays de Galles
| Brigade                           | Zones couvertes |
| --------------------------------- | --- |
| Mid and West Wales Fire Brigade   | Carmarthenshire, Ceredigion, Neath Port Talbot, Pembrokeshire, Powys Swansea                                                          |
| North Wales Fire & Rescue Service | Anglesey, Conwy, Denbighshire, Flintshire, Gwynedd, Wrexham                                                                           |
| South Wales Fire & Rescue Service | Blaenau Gwent, Bridgend, Caerphilly, Cardiff, Merthyr Tydfil, Monmouthshire, Newport, Rhondda Cynon Taff, Torfaen, Vale of Glamorgan. |

Le pays de Galles a eu une réduction dans le nombre de ses brigades en 1996, de 8 (le nombre de comtés administratifs) à 3.

### Écosse
| Brigade                                       | Zones (si differente) |
| --------------------------------------------- | --- |
| Central Scotland Fire Brigade                 | Clackmannanshire, Falkirk, Stirling |
| Dumfries and Galloway Fire Brigade            | |
| Fife Fire & Rescue Service                    | |
| Grampian Fire Brigade                         | Aberdeen, Aberdeenshire, Moray |
| Highlands and Islands Fire and Rescue Service | Highland, Orcades, Shetland, Hébrides extérieures |
| Lothian and Borders Fire Brigade              | East Lothian, Edinburgh, Midlothian, Scottish Borders, West Lothian |
| Strathclyde Fire and Rescue                   | Argyll and Bute, East Ayrshire, East Dunbartonshire, East Renfrewshire, Glasgow, Inverclyde, North Ayrshire, North Lanarkshire, Renfrewshire, South Ayrshire, South Lanarkshire, West Dunbartonshire |
| Tayside Fire Brigade                          | Angus, Dundee, Perth and Kinross |